# Gogołów (województwo dolnośląskie)
Gogołów (niem. Goglau) – wieś w Polsce, na Śląsku, położona w województwie dolnośląskim, w powiecie świdnickim, w gminie Świdnica.

## Położenie
Gogołów leży na Równinie Świdnickiej, u podnóża Masywu Ślęży. Pod względem geologicznym zaś, na bloku przedsudeckim. Na południe i południowy wschód od Gogołowa rozciąga się serpentynitowy masyw Gogołów-Jordanów.

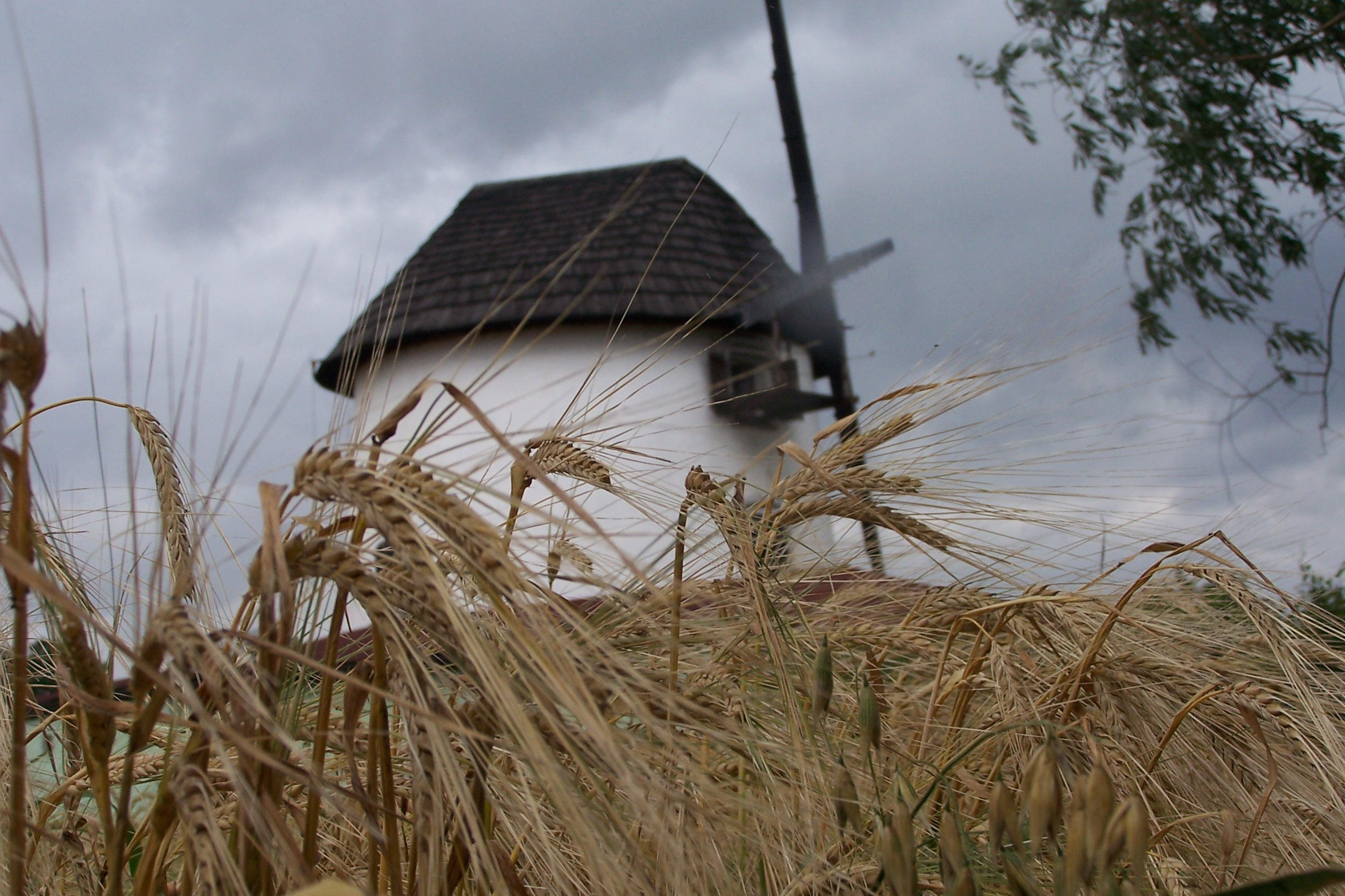
Wiatrak holenderski

## Historia
Jedna z najstarszych wsi regionu, wymieniana w kronikach z końca XII wieku jako własność klasztoru kanoników regularnych św. Augustyna. Wymieniono ją jako miejsce uprawy winorośli. Pierwsza wzmianka o miejscowości znajduje się w łacińskim dokumencie z 1250 roku wydanym przez papieża Innocentego IV w Lyonie gdzie wieś zanotowana została w zlatynizowanej, obecnie używanej polskiej formie „Gogolov”. Nazwa została później zgermanizowana przez Niemców na Goglau.
W latach 1975–1998 miejscowość administracyjnie należała do województwa wałbrzyskiego.

## Zabytki
Do wojewódzkiego rejestru zabytków wpisane są:
- gotycki kościół filialny pw. św. Marcina z początku XV wieku, powstał w miejsce świątyni romańskiej z początku XIII wieku. Posiada ciekawe wyposażenie m.in. gotycką figurę Madonny z Dzieciątkiem oraz barokowe ołtarze i obrazy, przebudowywany w XVIII/XIX w. Wokół kościoła ulokowany jest zespół cmentarny, który składa się z cmentarza przykościelnego otoczonego kamiennym murem oraz większego cmentarza położonego na północny zachód od murów kościelnych[6].
- zespół pałacowy, z XVI–XIX w., rozległy:
  - pałac, pierwotnie zameczek myśliwski książąt świdnickich, zaniedbany, którego stan techniczny jest fatalny i mimo prowadzonych prac remontowych nie uległ zmianie. Budowla zachowała oryginalny kształt i liczne elementy architektoniczne. Ciekawa jest pozostałość sgraffitowej dekoracji na ścianach
  - park krajobrazowy z XIX w., pozostałości

inne zabytki:
- zespół zabudowań gospodarczych
- wiatrak holenderski z XIX wieku. Obecnie z odrestaurowanym śmigłem i mechanizmem obrotowym dachu na wzór oryginału